# Constel·lació Esportiva
La Constel·lació Esportiva è stata una squadra di calcio andorrana con sede a Andorra La Vella.

## Storia

### Il primo titolo
La squadra ha iniziato a giocare nella Primera Divisió nel 1998. La grande annata arrivò nel 2000, dove battendo l'FC Encamp 6-0 vinse il suo primo ed unico titolo nazionale.

### Lo scandalo e l'espulsione
Nell'estate del 2000 fece scalpore l'accusa della Federazione calcistica di Andorra che accusò la squadra di aver compiuto delle irregolarità finanziarie nell'acquisto di alcuni calciatori stranieri. Inoltre il team non volle dividere il guadagno dell'ingresso in Coppa UEFA con la Lega, e per questo fu espulsa per sette anni dal campionato e conseguentemente a questo si sciolse.

## Palmarès
- Primera Divisió andorrana: 1

1999-00
- Copa Constitució: 1

1999-00

## Coppe europee
| Stagione  | Competizione | Partita        | Nazione | Squadra        | Casa | Trasferta | Totale |
| --------- | ------------ | -------------- | ------- | -------------- | ---- | --------- | ------ |
| 2000-2001 | Coppa UEFA   | Qualificazioni | Spagna  | Rayo Vallecano | 0-10 | 0-6       | 0-16   |